# Maja Sablewska
Maja Krystyna Sablewska (ur. 5 kwietnia 1980 w Sosnowcu) – polska menedżerka muzyczna, doradczyni wizerunkowa, prezenterka telewizyjna i celebrytka.

## Kariera w mediach
W 1996 założyła fanklub Natalii Kukulskiej. Liczne spotkania z artystką sprawiły, że weszła z nią w bliższe relacje. W wieku 20 lat została poproszona przez piosenkarkę o opiekę nad jej synem, w związku z czym przeprowadziła się z rodzinnego Sosnowca do Warszawy, przerywając studia na drugim roku geografii.
W 2001 została asystentką Katarzyny Kanclerz, wówczas związanej z wytwórnią Universal Music Polska. W 2003 występowała gościnnie w programie Jestem jaki jestem u boku Michała Wiśniewskiego. W UMP zajmowała się sprawami artystów, m.in. zespołem Virgin, a kiedy grupa na początku 2007 się rozpadła, została menedżerką jej wokalistki, Dody. Jesienią 2009 została agentką Mariny Łuczenko i zakończyła współpracę z Dodą. W 2010 została menedżerką Edyty Górniak.
Na początku 2011 została jurorką w programie rozrywkowym TVN X-Factor. Niedługo później została zwolniona przez Edytę Górniak i Marinę Łuczenko. W czerwcu tego samego roku rozpoczęła roczną współpracę z piosenkarką Tolą Szlagowską. Z końcem roku zakończyła pracę jako menedżerka muzyczna. Na początku 2012 została doradcą wizerunkowym marki Rimmel w Polsce. Pod koniec roku podjęła współpracę z marką Mohito, dla której zaprojektowała kolekcję ubrań pod nazwą „What? Be free”. Napisała też dwa poradniki: 10 sposobów na modę i Sposoby na zdrowy styl życia.
Pod koniec 2013 zadebiutowała jako prezenterka telewizyjna, prowadząc autorski program Sablewskiej sposób na modę dla TVN Style. Pod koniec 2014 została ambasadorką marki Perwoll, a reklamy z jej udziałem wyemitowano w ponad 40 krajach na świecie. W marcu 2015 zdjęcia Sablewskiej ukazały się w kwietniowym numerze polskiego wydania magazynu „Playboy”. W 2016 zrealizowała dla TVN program Sablewskiej sposób na.... Po dziewięciu sezonach Sablewskiej sposób na modę w 2018 rozpoczęła kolejny trzy sezonowy autorski program Sablewska od stylu. W 2021 była jedną z prowadzących podcast Oświeceni hedoniści. W latach 2022–2024 prowadziła program 10 lat młodsza w 10 dni w Polsat Café.

## Życie prywatne
W latach 2011-2024 była związana z muzykiem jazzowym Wojtkiem Mazolewskim.

## Nagrody i nominacje
- 2011: Nagroda „Plotka roku 2010” w kategorii Menedżer Roku 2010[20]
- 2011: Nominacja do nagrody „Kobieta roku Glamour” w kategorii Kreatywna w biznesie[21]
- 2012: Nagroda „Joy Trendy 2012” w kategoria Styl życia za współpracę z marką Rimmel